# Benevento Calcio 2019-2020
Questa voce raccoglie le informazioni riguardanti il Benevento Calcio nelle competizioni ufficiali della stagione 2019-2020.

## Stagione
Nella stagione 2019-2020 il Benevento affida la panchina a Filippo Inzaghi.
La stagione ufficiale si apre con la sconfitta e l'eliminazione (3-4) nel secondo turno di Coppa Italia subita al Vigorito per mano del Monza. Il campionato per i sanniti è stata invece una maratona vincente, hanno raggiunto la promozione in Serie A con sette giornate di anticipo, dopo aver dominato il campionato cadetto fin dall'inizio. Ha chiuso il girone di andata con 46 punti, dodici di vantaggio sul Pordenone, a sorpresa secondo. Anche nel girone di ritorno ha fatto meglio di tutti con 40 punti. Si è trattato di una "maratona" perché il campionato è di fatto durato dodici mesi, per via dell'interruzione dal 10 marzo al 16 giugno 2020, dovuta alla pandemia da Covid-19 che ha colpito il mondo intero. Con il Benevento sono saliti in Serie A  il Crotone e lo Spezia. Il miglior marcatore dei giallorossi è stato Marco Sau che ha firmato 13 reti. Bene anche Nicolas Viola autore di 9 reti. Con 67 reti segnate il Benevento ha avuto il miglior attacco, con 27 reti subite, ha espresso la miglior difesa del torneo cadetto.

## Divise e sponsor
Lo sponsor tecnico per la stagione 2019-2020 è Kappa. Il main sponsor è la IVPC del Presidente Oreste Vigorito, società specializzata nella produzione di energia elettrica da fonti rinnovabili. Il secondo sponsor è Rillo Costruzioni. Confermato per tutte le squadre di serie B il top sleeve sponsor "Facile ristrutturare" sulla manica sinistra.
| Casa | Trasferta | Terza divisa |

## Organigramma societario
Area direttiva
- Presidente: Oreste Vigorito
- Amministratore delegato: Ferdinando Renzulli
- Direttore sportivo: Pasquale Foggia
- Team manager: Alessandro Cilento
- Segretario generale: Antonino Trotta
- Segreteria: Christian De Guglielmo
- Contabilità: Maurizio Romano

Area comunicazione
- Responsabile comunicazione: Iris Travaglione
- Responsabile marketing e social: Alberto Maria Zito
- Social media officer: Stefano Ferrara
- Concessionaria pubblicità: Ottomedia Srl – Fabio Siniscalchi
- Responsabile sistemi informatici: Mirko Siciliano
- Responsabile biglietteria e SLO: Domenico Cinelli
- Delegato alla sicurezza: Francesco Furno
- Vice delegato alla sicurezza: Marciano D'Avino

Area tecnica
- Allenatore: Filippo Inzaghi
- Allenatore in seconda: Maurizio D'Angelo
- Preparatore dei portieri: Gaetano Petrelli
- Preparatori atletici: Luca Alimonta, Daniele Cenci
- Collaboratori tattici e match analyst: Simone Baggio, Simone Bonomi
- Responsabile magazzinieri: Gaetano Addazio
- Magazziniere: Luigi Di Matteo

Area sanitaria
- Responsabile sanitario: Franco De Cicco
- Medico sociale: Stefano Salvatori, Raffaele Fuiano
- Osteopata: Giuseppe Nota
- Fisioterapisti: Ernesto Galliano, Luca Lepore, Simone Sigillo, Claudio Patti

### Rosa
Rosa tratta dal sito internet ufficiale della società. Aggiornata al 31 gennaio 2020.
| N. |                           | Ruolo | Calciatore                  |
| -- | ------------------------- | ----- | --------------------------- |
| 1  | Italia (bandiera)         | P     | Lorenzo Montipò             |
| 2  | Italia (bandiera)         | D     | Francesco Rillo             |
| 3  | Italia (bandiera)         | D     | Gaetano Letizia             |
| 4  | Italia (bandiera)         | C     | Lorenzo Del Pinto           |
| 5  | Italia (bandiera)         | D     | Luca Caldirola              |
| 6  | Costa d'Avorio (bandiera) | C     | Siriki Sanogo               |
| 7  | Germania (bandiera)       | C     | Oliver Kragl                |
| 8  | Colombia (bandiera)       | C     | Andrés Tello                |
| 9  | Italia (bandiera)         | A     | Massimo Coda                |
| 10 | Italia (bandiera)         | C     | Nicolas Viola               |
| 11 | Italia (bandiera)         | D     | Christian Maggio (capitano) |
| 12 | Italia (bandiera)         | P     | Nicolò Manfredini           |
| 13 | Italia (bandiera)         | D     | Alessandro Tuia             |
| 14 | Italia (bandiera)         | D     | Massimo Volta               |

| N. |                      | Ruolo | Calciatore             |
| -- | -------------------- | ----- | ---------------------- |
| 16 | Italia (bandiera)    | A     | Riccardo Improta       |
| 17 | Ghana (bandiera)     | C     | Abdallah Basit         |
| 18 | Ghana (bandiera)     | D     | Bright Gyamfi          |
| 19 | Italia (bandiera)    | A     | Roberto Insigne        |
| 20 | Italia (bandiera)    | A     | Giuseppe Di Serio      |
| 21 | Finlandia (bandiera) | C     | Përparim Hetemaj       |
| 22 | Italia (bandiera)    | P     | Piergraziano Gori      |
| 23 | Italia (bandiera)    | D     | Luca Antei             |
| 25 | Italia (bandiera)    | A     | Marco Sau              |
| 27 | Slovenia (bandiera)  | C     | Dejan Vokić            |
| 28 | Italia (bandiera)    | C     | Pasquale Schiattarella |
| 32 | Italia (bandiera)    | A     | Gabriele Moncini       |
| 35 | Italia (bandiera)    | D     | Federico Barba         |

## Calciomercato

### Sessione estiva(dal 1º luglio al 2 settembre)
| Acquisti | Acquisti               | Acquisti         | Acquisti                 |
| R.       | Nome                   | da               | Modalità                 |
| -------- | ---------------------- | ---------------- | ------------------------ |
| P        | Lorenzo Montipò        | Novara           | definitivo (1 milione €) |
| P        | Nicolò Manfredini      | Spezia           | gratuito                 |
| P        | Antonio Cotticelli     | Juve Stabia      | fine prestito            |
| D        | Salvatore Tazza        | Paganese         | fine prestito            |
| D        | Luca Sparandeo         | Viterbese        | fine prestito            |
| D        | Jean-Claude Billong    | Foggia           | fine prestito            |
| D        | Massimo Volta          | Perugia          | definitivo (600 mila €)  |
| C        | Oliver Kragl           |                  | svincolato               |
| C        | Pasquale Schiattarella | SPAL             | gratuito                 |
| C        | Alessio Donnarumma     | Vibonese         | fine prestito            |
| C        | Përparim Hetemaj       | Chievo           | definitivo               |
| A        | Roberto Insigne        | Napoli           | riscatto (1,5 milioni €) |
| A        | Marco Sau              | Sampdoria        | gratuito                 |
| A        | Pietro Iemmello        | Foggia           | fine prestito            |
| A        | Guilherme              | Yeni Malatyaspor | fine prestito            |

| Cessioni | Cessioni            | Cessioni           | Cessioni      |
| R.       | Nome                | a                  | Modalità      |
| -------- | ------------------- | ------------------ | ------------- |
| P        | Antonio Cotticelli  |                    | svincolato    |
| P        | Christian Puggioni  |                    | svincolato    |
| P        | Lorenzo Montipò     | Novara             | fine prestito |
| D        | Gianluca Di Chiara  | Perugia            | prestito      |
| D        | Salvatore Tazza     | Arzignano          | prestito      |
| D        | Luca Sparandeo      | Virtus Francavilla | prestito      |
| D        | Jean-Claude Billong | Salernitana        | prestito      |
| D        | Massimo Volta       | Perugia            | fine prestito |
| D        | Andrea Costa        | Reggiana           | gratuito      |
| C        | Filippo Bandinelli  | Sassuolo           | fine prestito |
| C        | Federico Ricci      | Sassuolo           | fine prestito |
| C        | Lorenzo Crisetig    | Bologna            | fine prestito |
| C        | Giovanni Volpicelli | Arezzo             | prestito      |
| C        | Alessio Donnarumma  | AZ Picerno         | prestito      |
| A        | Biagio Filogamo     | AZ Picerno         | prestito      |
| A        | Pietro Iemmello     | Perugia            | prestito      |
| A        | Guilherme           | Yeni Malatyaspor   | prestito      |
| A        | Raúl Asencio        | Genoa              | fine prestito |
| A        | Roberto Insigne     | Napoli             | fine prestito |
| A        | Cristian Buonaiuto  | Perugia            | fine prestito |

### Sessione invernale(dal 2 gennaio al 31 gennaio)
| Acquisti | Acquisti         | Acquisti | Acquisti                         |
| R.       | Nome             | da       | Modalità                         |
| -------- | ---------------- | -------- | -------------------------------- |
| C        | Yacine Nembot    | Potenza  | fine prestito                    |
| A        | Gabriele Moncini | SPAL     | definitivo (2,5 milioni €)       |
| D        | Federico Barba   | Chievo   | prestito con obbligo di riscatto |

| Cessioni | Cessioni          | Cessioni | Cessioni |
| R.       | Nome              | a        | Modalità |
| -------- | ----------------- | -------- | -------- |
| A        | Samuel Armenteros | Crotone  | prestito |

## Risultati

### Serie B

#### Girone di andata
| Pisa 23 agosto 2019, ore 21.00 CEST 1ª giornata | Pisa            | 0 – 0 | Benevento | Stadio Arena Garibaldi-Romeo Anconetani (8521 spett.)\| Arbitro: \| Fourneau (Roma) \| |
| Arbitro:                                        | Fourneau (Roma) |       |           |                                                                                        |

| Arbitro: | Aureliano (Bologna) |

|                                                            |           |          |
| Ghiringhelli 28’ (aut.) Maggio 51’ R. Insigne 58’ Coda 83’ | Marcatori | 80’ Diaw |

| Arbitro: | Abbattista (Molfetta) |

|  |           |                      |
|  | Marcatori | 61’ N. Viola 65’ Sau |

| Arbitro: | Dionisi (L'Aquila) |

|                |           |  |
| Armenteros 90’ | Marcatori |  |

| Arbitro: | Serra (Torino) |

|               |           |           |
| Camporese 40’ | Marcatori | 12’ Kragl |

| Arbitro: | Sozza (Seregno) |

|           |           |               |
| Kragl 20’ | Marcatori | 82’ Sernicola |

| Arbitro: | Marini (Roma) |

|  |           |           |
|  | Marcatori | 87’ Tello |

| Arbitro: | Marinelli (Tivoli) |

|                |           |  |
| Armenteros 20’ | Marcatori |  |

| Arbitro: | Baroni (Firenze) |

|                                            |           |  |
| Memushaj 46’ Machin 53’, 76’ Maniero 90+4’ | Marcatori |  |

| Arbitro: | Abbattista (Molfetta) |

|                        |           |  |
| Coda 66’ Improta 90+4’ | Marcatori |  |

| Arbitro: | Ghersini (Genova) |

|                    |           |  |
| Tuia 15’ Kragl 29’ | Marcatori |  |

| Arbitro: | Illuzzi (Molfetta) |

|          |           |          |
| Calò 28’ | Marcatori | 55’ Coda |

| Arbitro: | Fourneau (Roma) |

|                                   |           |  |
| N. Viola 11’ (rig.) Improta 90+4’ | Marcatori |  |

| Arbitro: | Serra (Torino) |

|  |           |                        |
|  | Marcatori | 29’ Coda 65’ Caldirola |

| Arbitro: | Minelli (Varese) |

|                                         |           |  |
| Coda 10’ N. Viola 32’, 82’, 88’ Sau 79’ | Marcatori |  |

| Arbitro: | Ros (Pordenone) |

|  |           |                       |
|  | Marcatori | 13’ Kragl 85’ Letizia |

| Arbitro: | Marinelli (Tivoli) |

|                     |           |  |
| N. Viola 21’ (rig.) | Marcatori |  |

| Arbitro: | Sacchi (Macerata) |

|             |           |                       |
| Vignato 27’ | Marcatori | 35’ Maggio 45+2’ Tuia |

| Arbitro: | Ayroldi (Molfetta) |

|                                |           |  |
| Tuia 33’ Sau 65’, 90+1’, 90+4’ | Marcatori |  |

#### Girone di ritorno
| Arbitro: | Robilotta (Sala Consilina) |

|          |           |                 |
| Coda 10’ | Marcatori | 18’ (aut.) Tuia |

| Arbitro: | Baroni (Firenze) |

|                 |           |                        |
| Iori 76’ (rig.) | Marcatori | 70’ Moncini 86’ Maggio |

| Arbitro: | Illuzzi (Molfetta) |

|         |           |           |
| Sau 69’ | Marcatori | 53’ Đurić |

| Arbitro: | Serra (Torino) |

|  |           |                |
|  | Marcatori | 33’ R. Insigne |

| Arbitro: | Maggioni (Lecco) |

|                             |           |             |
| N. Viola 37’ R. Insigne 60’ | Marcatori | 90’ Bocalon |

| Arbitro: | Marini (Roma) |

|  |           |                                                    |
|  | Marcatori | 9’ Sau 14’ R. Insigne 25’ (rig.) N. Viola 85’ Coda |

| Arbitro: | Volpi (Arezzo) |

|                                      |           |           |
| Improta 64’ Moncini 76’ N. Viola 89’ | Marcatori | 15’ Gyasi |

| Arbitro: | Ghersini (Genova) |

|                |           |                              |
| Melchiorri 91’ | Marcatori | 44’ Caldirola 78’ R. Insigne |

| Arbitro: | Rapuano (Rimini) |

|                                                |           |  |
| R. Insigne 17’ Sau 21’ Moncini 33’ Improta 71’ | Marcatori |  |

| Arbitro: | Massimi (Termoli) |

|  |           |                |
|  | Marcatori | 51’ R. Insigne |

| Empoli 26 giugno 2020, ore 21.00 CEST 30ª giornata | Empoli          | 0 – 0 referto | Benevento | Stadio Carlo Castellani (o spett.)\| Arbitro: \| Pezzuto (Lecce) \| |
| Arbitro:                                           | Pezzuto (Lecce) |               |           |                                                                     |

| Arbitro: | Marinelli (Roma) |

|         |           |  |
| Sau 71’ | Marcatori |  |

| Arbitro: | Aureliano (Bologna) |

|                    |           |  |
| Simy 14’, 18’, 71’ | Marcatori |  |

| Arbitro: | Robilotta (Sala Consilina) |

|         |           |              |
| Sau 56’ | Marcatori | 51’ Montalto |

| Arbitro: | Camplone (Pescara) |

|                              |           |  |
| Pagliarulo 35’ Coulibaly 73’ | Marcatori |  |

| Arbitro: | Di Martino (Teramo) |

|                          |           |                   |
| Sau 31’, 69’ Kragl 90+5’ | Marcatori | 57’ (rig.) Murilo |

| Arbitro: | Sozza (Seregno) |

|                              |           |                                     |
| N. Brighenti 30’ Dionisi 59’ | Marcatori | 7’ Di Serio 38’ Caldirola 40’ Tello |

| Arbitro: | Amabile (Vicenza) |

|  |           |               |
|  | Marcatori | 10’ Garritano |

| Arbitro: | Pezzuto (Lecce) |

|                              |           |                                                |
| L. Morosini 49’ Trotta 90+2’ | Marcatori | 25’ Sau 32’ Barba 45+1’ R. Insigne 87’ Moncini |

### Coppa Italia

#### Turni eliminatori
| Arbitro: | Di Martino (Teramo) |

|                               |           |                                           |
| Tello 51’, 82’ N. Viola 90+4’ | Marcatori | 5’ Bellusci 17’, 88’ Finotto 49’ Iocolano |

## Statistiche

### Statistiche di squadra
Statistiche aggiornate al 13 luglio 2020.
| Competizione | Punti         | In casa | In casa | In casa | In casa | In casa | In casa | In trasferta | In trasferta | In trasferta | In trasferta | In trasferta | In trasferta | Totale | Totale | Totale | Totale | Totale | Totale | DR  |
| Competizione | Punti         | G       | V       | N       | P       | Gf      | Gs      | G            | V            | N            | P            | Gf           | Gs           | G      | V      | N      | P      | Gf     | Gs     | DR  |
| ------------ | ------------- | ------- | ------- | ------- | ------- | ------- | ------- | ------------ | ------------ | ------------ | ------------ | ------------ | ------------ | ------ | ------ | ------ | ------ | ------ | ------ | --- |
| Serie B      | 86            | 19      | 14      | 4       | 1       | 39      | 9       | 19           | 12           | 4            | 3            | 28           | 18           | 38     | 26     | 8      | 4      | 67     | 27     | +40 |
| Coppa Italia | Secondo Turno | 1       | 0       | 0       | 1       | 3       | 4       | 0            | 0            | 0            | 0            | 0            | 0            | 1      | 0      | 0      | 1      | 3      | 4      | -1  |
| Totale       | 86            | 20      | 14      | 4       | 2       | 42      | 13      | 19           | 12           | 4            | 3            | 28           | 18           | 39     | 26     | 8      | 5      | 70     | 31     | +39 |

### Andamento in campionato
| Giornata  | 1 | 2 | 3 | 4 | 5 | 6 | 7 | 8 | 9 | 10 | 11 | 12 | 13 | 14 | 15 | 16 | 17 | 18 | 19 | 20 | 21 | 22 | 23 | 24 | 25 | 26 | 27 | 28 | 29 | 30 | 31 | 32 | 33 | 34 | 35 | 36 | 37 | 38 |
| --------- | - | - | - | - | - | - | - | - | - | -- | -- | -- | -- | -- | -- | -- | -- | -- | -- | -- | -- | -- | -- | -- | -- | -- | -- | -- | -- | -- | -- | -- | -- | -- | -- | -- | -- | -- |
| Luogo     | T | C | T | C | T | C | T | C | T | C  | C  | T  | C  | T  | C  | T  | C  | T  | C  | C  | T  | C  | T  | C  | T  | C  | T  | C  | T  | T  | C  | T  | C  | T  | C  | T  | C  | T  |
| Risultato | N | V | V | V | N | N | V | V | P | V  | V  | N  | V  | V  | V  | V  | V  | V  | V  | N  | V  | N  | V  | V  | V  | V  | V  | V  | V  | N  | V  | P  | N  | P  | V  | V  | P  | V  |
| Posizione | 9 | 4 | 2 | 1 | 2 | 4 | 1 | 1 | 2 | 1  | 1  | 1  | 1  | 1  | 1  | 1  | 1  | 1  | 1  | 1  | 1  | 1  | 1  | 1  | 1  | 1  | 1  | 1  | 1  | 1  | 1  | 1  | 1  | 1  | 1  | 1  | 1  | 1  |

Fonte:  Serie B, su calcio.com.
Legenda:

Luogo: C = Casa; T = Trasferta. Risultato: V = Vittoria; N = Pareggio; P = Sconfitta.